# Свята печера
Свята, Черемхова печера (рос. Святая, Черемуховая) — печера в Архангельській області, на Біломорсько-Кулойському плато європейської півночі Росії. Карстова печера горизонтального типу простягання. Загальна протяжність — 650 м. Глибина печери становить 10 м. Категорія складності проходження ходів печери — 2А.